# Myst III: Exile
Myst III: Exile è il terzo titolo nella serie di Myst. A differenza dei predecessori non è stato sviluppato da Cyan, Inc., i creatori della serie, ma da Presto Studios, e pubblicato da Ubisoft e Mattel Interactive.
Myst III include, come i precedenti, alcune parti recitate da attori, come Rand Miller, uno dei creatori della serie, che torna ad interpretare Atrus, e Brad Dourif, che interpreta l'antagonista Saavedro. Le altre interpreti sono Maria Galante nel ruolo di Catherine e Audrey Uhler nel ruolo della piccola Yeesha. Robyn Miller non è stato coinvolto nella realizzazione di Exile.

## Motore
Il gioco continua lo stile dei giochi precedenti, con il giocatore che si ritrova ad esplorare mondi immaginari attraverso un'interfaccia semplice ed intuitiva. Sul lato delle innovazioni tecniche, viene introdotta la visuale a 360 gradi, che permette al giocatore di voltarsi senza scatti, e video integrati nell'immagine. La risoluzione a schermo del videogioco e per PC è di 640x480 pixel con rapporto d'aspetto 4:3.

## Trama
La storia si svolge circa 10 anni dopo la fine di Riven. Lo Straniero, il misterioso amico di Atrus il cui ruolo è centrale nella serie di Myst, arriva alla nuova casa di Atrus e Catherine, una graziosa piccola oasi in mezzo al deserto, che Catherine chiama Tomahna (in Uru: Ages Beyond Myst è spiegato come questa sia solo una piccola parte dell'Era di D'ni). Atrus ha chiamato lo Straniero a Tomahna per mostrargli la sua ultima Era chiamata Releeshahn, che ha scritto per creare una nuova casa per gli D'ni sopravvissuti. Ad un tratto, un uomo misterioso si collega nello studio di Atrus, dà fuoco alla stanza, si impossessa del Libro di Releeshahn, e fugge usando un libro di collegamento che si era portato indosso. Questo libro conduce nell'Era di J'nanin, l'Era-scuola che Atrus aveva creato nella speranza di insegnare ai suoi figli l'arte della scrittura degli D'ni molti anni prima.
L'uomo misterioso si chiama Saavedro (interpretato da Brad Dourif). Venti anni prima, i figli di Atrus, Sirrus e Achenar, distrussero l'Era di Narayan dove viveva, e lo intrappolarono sull'Era di J'nanin. Per venti anni, Saavedro dovette sopportare l'orribile pensiero che tutta la popolazione del suo mondo fosse morta. Ora, Saavedro si sta vendicando su Atrus e la sua famiglia per la sofferenza che ha dovuto patire.
Lo Straniero seguirà Saavedro su J'nanin, e ripercorrerà le Ere-scuola di Atrus per giungere su Narayan, dove riuscirà a recuperare il libro di Reeleshahn.

## Ere
La struttura di Exile è simile a quella del primo Myst. J'nanin è l'Era centrale, dove lo Straniero deve risolvere alcuni puzzle per avere accesso alle tre Ere-scuola scritte da Atrus, che Saavedro ha riprogrammato. In ciascuna di queste Ere il giocatore deve riuscire a ricavare un simbolo-chiave per accedere infine all'Era di Saavedro, Narayan.
Le Ere presenti nel gioco di Exile sono:
- Tomahna, la casa di Atrus, Catherine e Yeesha, dove inizia l'avventura
- J'nanin, l'Era-scuola centrale scritta da Atrus
- Voltaic, l'Era dell'Energia
- Edanna, l'Era della Natura
- Amateria, l'Era delle Forze Dinamiche
- Narayan, l'Era della Civiltà; casa di Saavedro

## Accoglienza
La rivista Play Generation lo classificò come il quarto titolo punta e clicca più stuzzicante tra quelli disponibili su PlayStation 2.